# ایستگاه راه‌آهن نیشابور
ایستگاه راه‌آهن نیشابور متصل‌کنندهٔ این شهر به راه‌آهن سراسری ایران است که در پایان خیابان ایستگاه قرار دارد. این ایستگاه از مهمترین و پرمسافرترین ایستگاه‌های مسیر ریلی مشهد-تهران است.
این طرح ترابری در ۱ مرداد ۱۳۳۵ شمسی با حضور محمدرضا پهلوی، اعضای دولت و سازمان پیشاهنگی افتتاح شد. این ایستگاه یکی از ایستگاه‌های اصلی در طول راه‌آهن مشهد - تهران است و متصل کننده این شهر به راه‌آهن سراسری ایران است. در دی ماه سال ۱۳۸۸ تقاطع غیر همسطح این ایستگاه افتتاح شد که شرکت قطارهای مسافری رجا این طرح را بزرگترین تقاطع غیر همسطح راه و راه‌آهن در ایران معرفی کرده‌است.
ارتفاع این زیرگذر ۵٫۵ متر و طول آن ۶۰۰ متر است که ظرف مدت ۲ سال توسط شرکت رجا و با مشارکت شهرداری نیشابور ساخته شد. هزینه اجرای این طرح ۵ میلیارد ریال بود که از این مقدار ۱ میلیارد ریال توسط شهرداری نیشابور بابت بازگشایی معبر، آسفالت و جدول گذاری و فضای سبز و سیستم روشنایی هزینه شد.

## نگاره‌ها

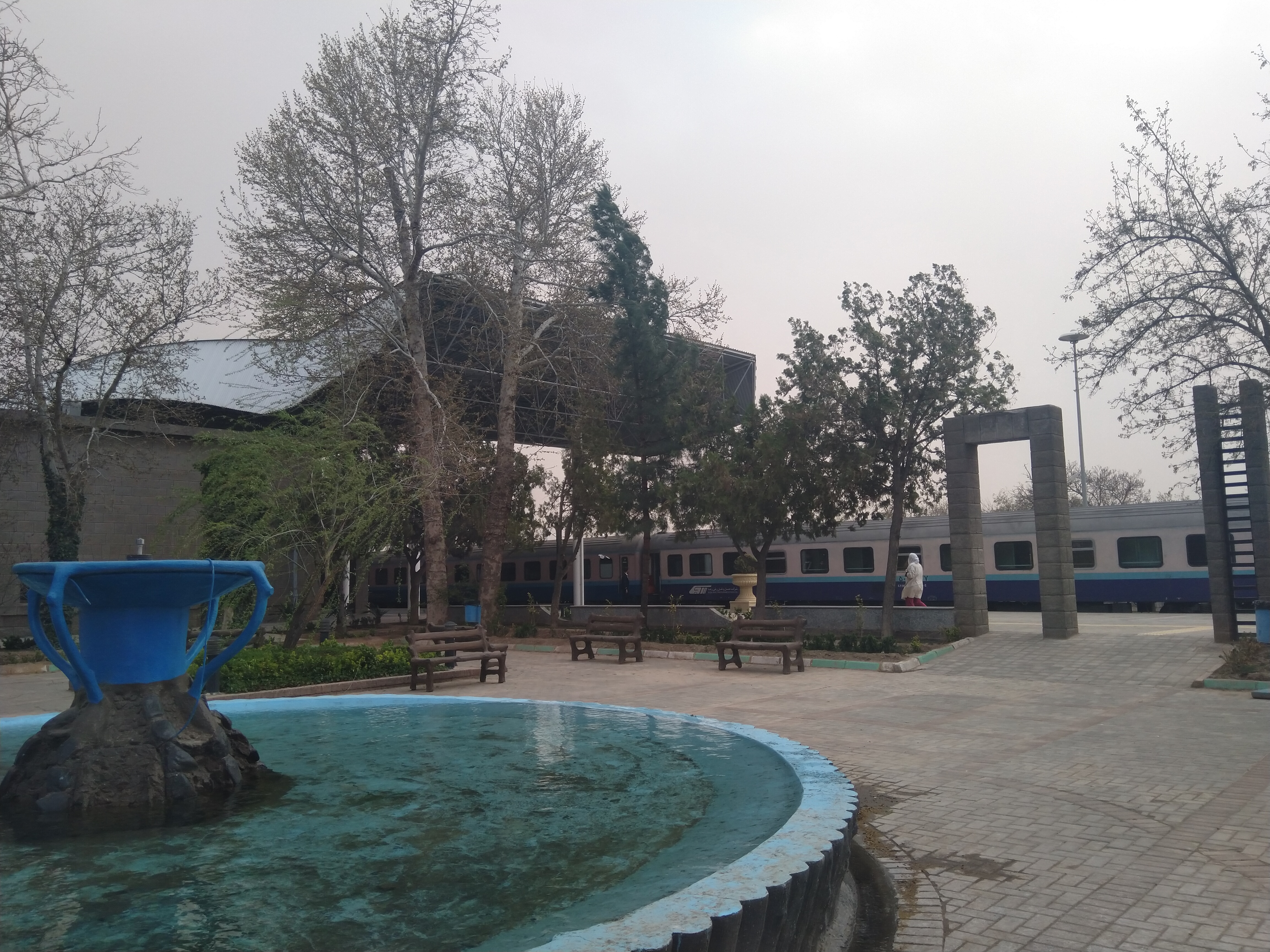
پارک ایستگاه راه آهن نیشابور فروردین ۱۴۰۱
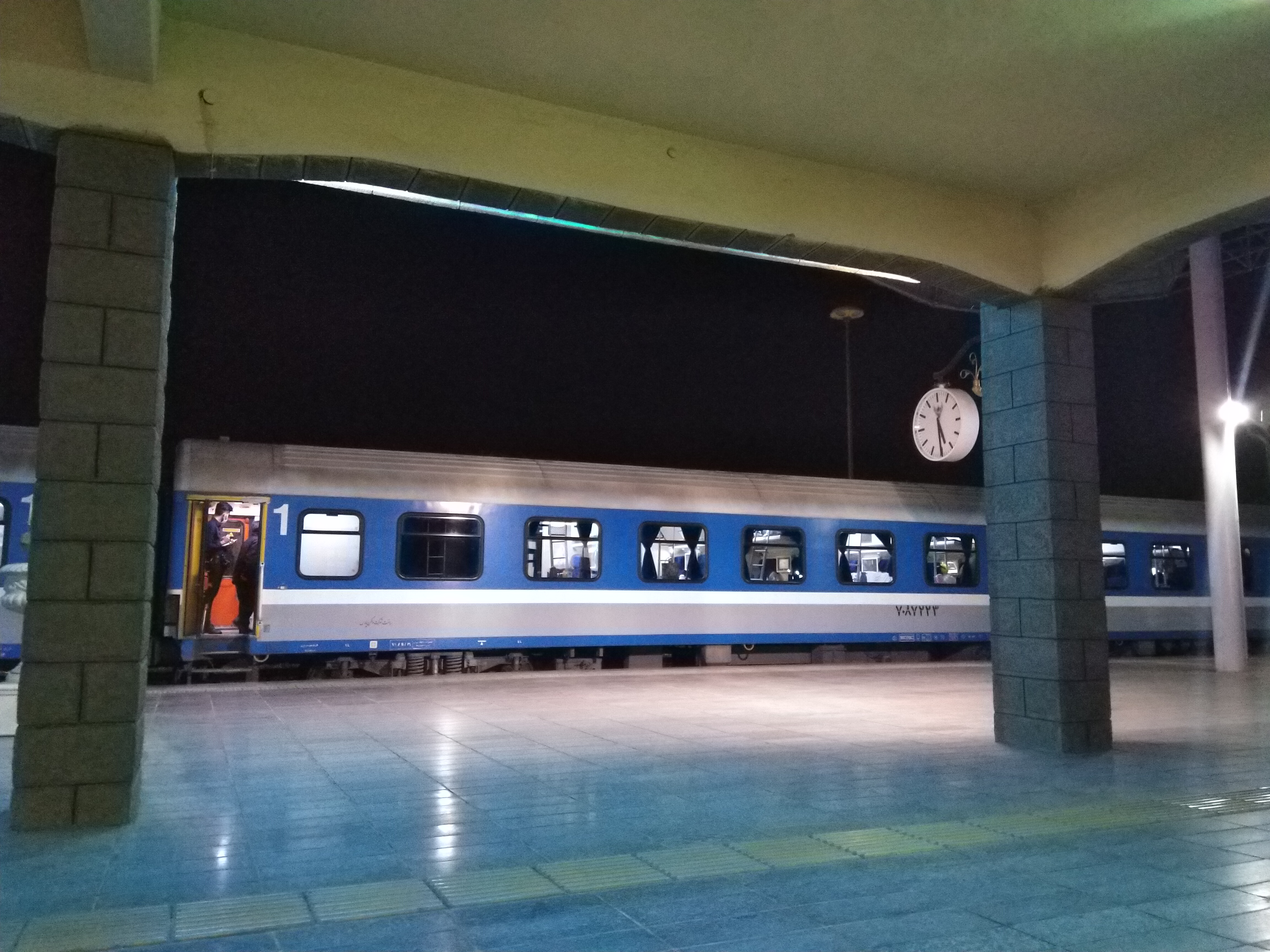
قطاری مسافربری در ایستگاه راه آهن نیشابور
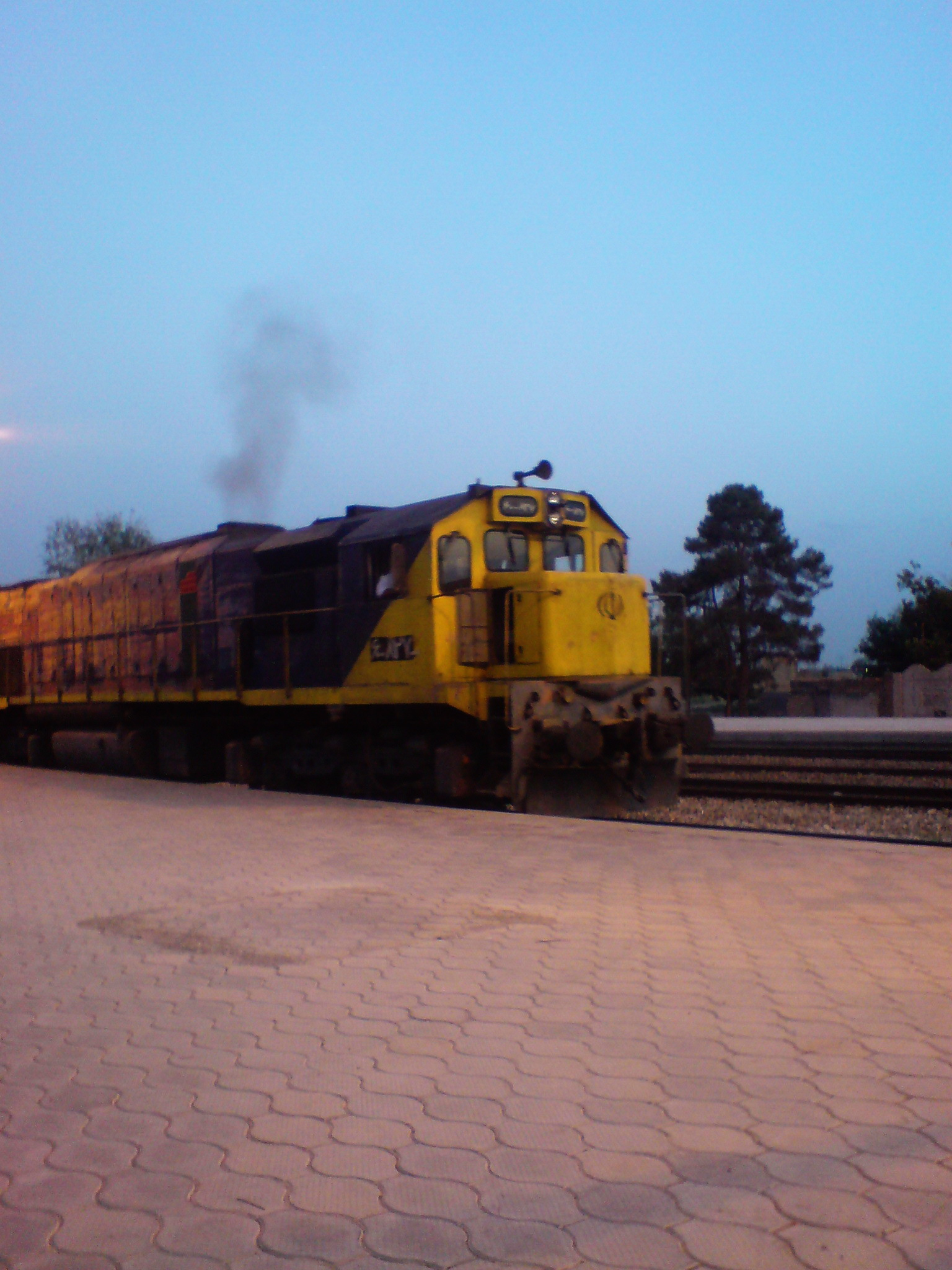
یک لوکوموتیو در ایستگاه قطار نیشابور
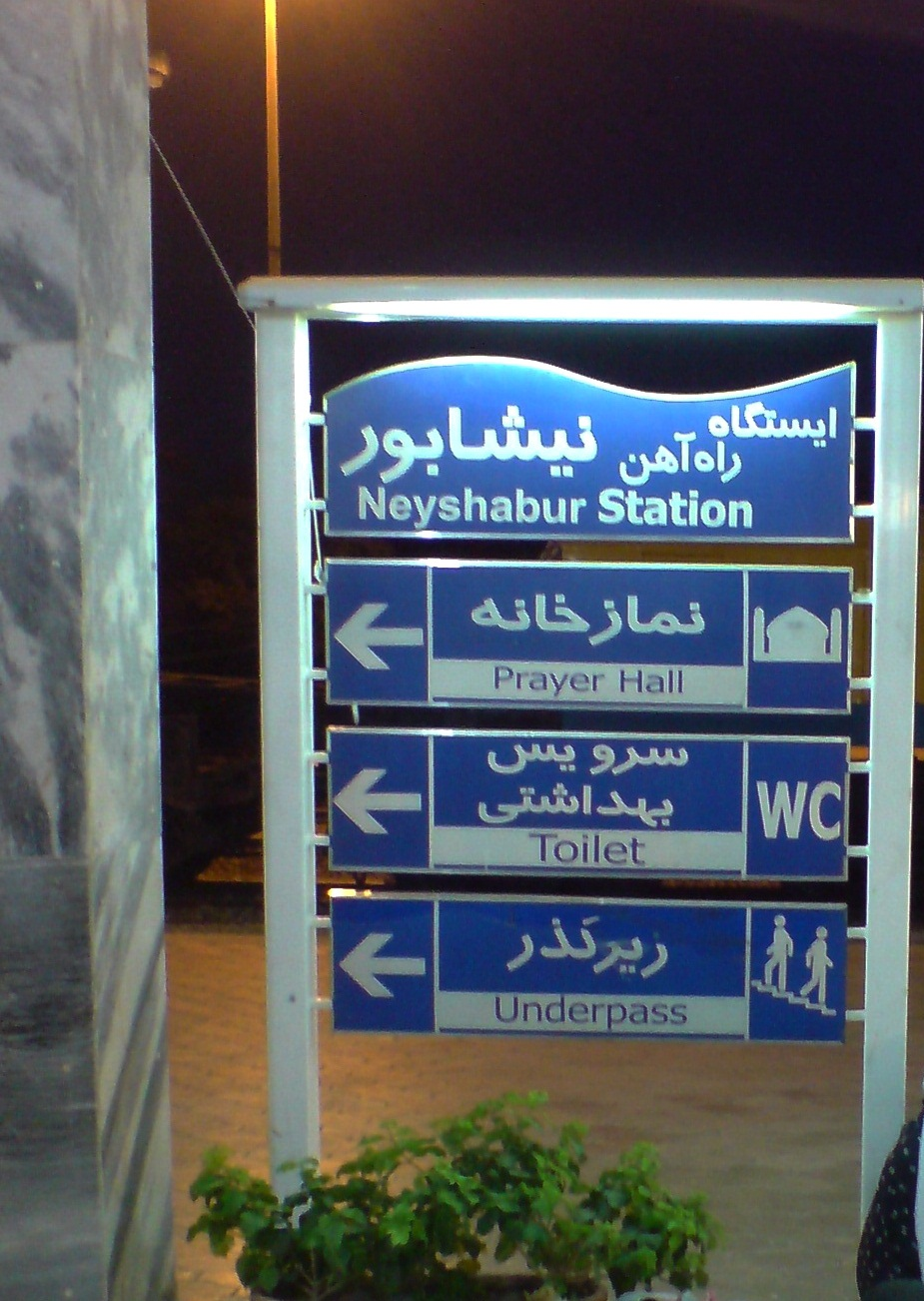
تابلوی راهنمای ایستگاه راه‌آهن قطار در خیابان ایستگاه (نیشابور)

## خط راه‌آهن
- خط راه‌آهن تهران-مشهد